# Christopher Nell

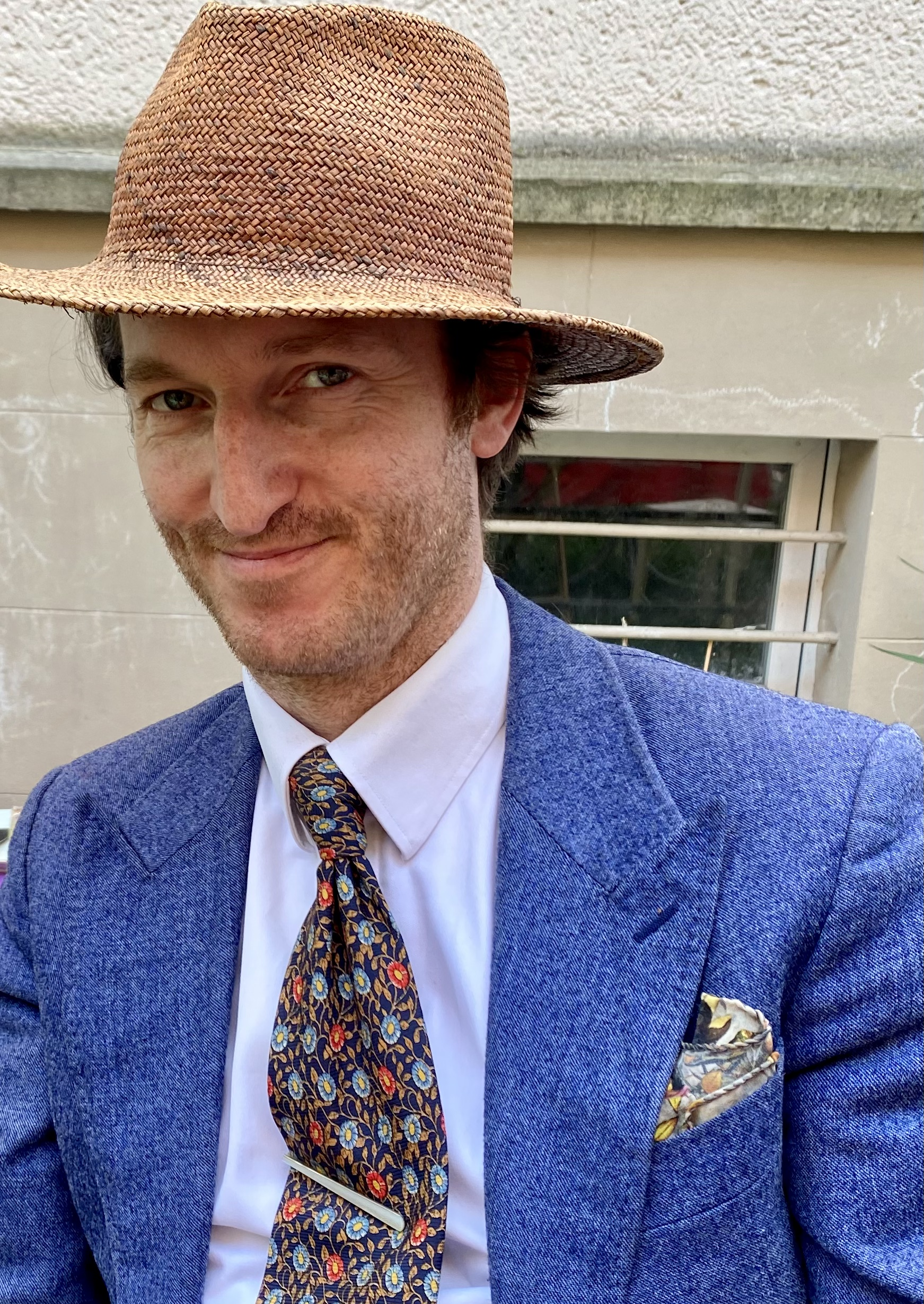
Christopher Nell (2022)

Christopher Nell (* 1. Dezember 1979 in Kaufbeuren) ist ein deutscher Schauspieler und Sänger.

## Werdegang
Aufgewachsen in Kaufbeuren, hatte er schon als Jugendlicher regelmäßige Bühnenauftritte im Jugend-Theaterprojekt Kulturwerkstatt Kaufbeuren. Außerdem trat er mit einer Rockband auf.
Nach dem Abitur studierte er von 2001 bis 2005 Schauspiel an der Hochschule für Musik und Theater Rostock. Bereits während des Studiums kam es zu ersten Auftritten am Volkstheater Rostock und im Staatstheater Schwerin.
Gemeinsam mit seinen Kommilitonen Claudia Graue und Marcus Melzwig gründete er 2003 das A-cappella-Trio Muttis Kinder, das in Theatern wie auch auf Kleinkunstbühnen im In- und Ausland auftritt. Seine Stimmlage ist Tenor bzw. Countertenor, was er oft für überraschende, teils komödiantische Effekte nutzt.
Nach seinem Studienabschluss engagierte ihn Claus Peymann ans Berliner Ensemble, dessen Mitglied er von 2006 bis 2010 war und wo er bis 2020 als Gast engagiert war. Seit 2010 ist er freiberuflicher Schauspieler und Sänger. In viele Inszenierungen bringt er beide Fähigkeiten ein. Außerdem beherrscht er viele weitere Techniken wie Akrobatik, Stepptanz etc., die ebenfalls in seine Auftritte einfließen.
Christopher Nell lebt in Berlin.

## Theater (Auswahl)
- 2024 Robert Wilson (Regisseur): Moby Dick (nach Herman Melville) als „The Boy“ (Hauptrolle, Schauspielhaus Düsseldorf)
- 2023 Herbert Fritsch: Pferd frisst Hut als Fadinard (Hauptrolle) (Regie: Herbert Fritsch, Theater Basel)
- 2023 Herbert Fritsch: Vergeigt  (Oper) (Regie: Herbert Fritsch, Theater Basel)
- 2021 Robert Wilson und Lucinda Childs:  I was sitting on my patio this guy appeared I thought I was hallucinating (2-Personen-Stück mit Julie Shanahan) (Téâtre de la Ville Paris / Teatro Nazionale Venedig / Teatro Dona Maria II Lissabon)
- 2019 David Bowie und Enda Walsh: Lazarus (Musical) als Newton (Hauptrolle) (Regie: Hubert Wild, Schauspielhaus Leipzig)[5]
- 2018 Leander Haußmann: Haußmanns Staatssicherheitstheater als Stasi-Agent Bär (Regie: Leander Haußmann, Volksbühne Berlin)[6]
- 2017 William Shakespeare: Ein Sommernachtstraum als Puck (Regie: Leander Haußmann, Burgtheater Wien)
- 2017 Mary Shelley: Frankenstein als Victor Frankenstein (Regie: Maximilian von Meyenburg, Deutsche Oper Berlin)
- 2016 Peter Handke: Die Unschuldigen, ich und die Unbekannte am Rand der Landstraße als Ich (Hauptrolle) (Regie: Claus Peymann, Burgtheater Wien)
- 2015 Johann Wolfgang von Goethe (Textfassung Jutta Ferbers): Faust I und II  als Mephistopheles  (Regie: Robert Wilson, Musik Herbert Grönemeyer, Berliner Ensemble)[7]
- 2014 Bertolt Brecht: Die Dreigroschenoper als Macheath (Regie: Robert Wilson, Berliner Ensemble) (zuvor seit 2007 als Sägerobert)[8]
- 2013 James M. Barrie: Peter Pan als Tinker Bell (Regie: Robert Wilson, Musik Coco Rosie, Berliner Ensemble)[9][10]
- 2013 William Shakespeare: Hamlet – Prinz von Dänemark als Hamlet (Regie: Leander Haußmann, Berliner Ensemble)[11]
- 2011 Marina Abramovic: The Life and Death of Marina Abramovic (Regie: Robert Wilson, Manchester International Festival, Manchester)
- 2011 William Shakespeare: Romeo und Julia als Romeo (Regie: Mona Kraushaar, Berliner Ensemble)
- 2009 William Shakespeare: Shakespeares Sonette als Eve und Lady (Regie: Robert Wilson, Musik Rufus Wainwright, Berliner Ensemble)
- 2009 Carlo Goldoni: Trilogie der schönen Ferienzeit als Ferdinando (Regie: Claus Peymann, Berliner Ensemble)
- 2008 William Shakespeare: Richard III. als Catesby (Regie: Claus Peymann, Berliner Ensemble)
- 2008 Friedrich Karl Waechter: Schule mit Clowns als Wiesel (Regie: Boris Jacoby, Berliner Ensemble)
- 2008 Frank Wedekind: Frühlings Erwachen als Hänschen Rilow (Regie: Claus Peymann, Berliner Ensemble)
- 2007 Friedrich Schiller: Wallenstein als Baptista Seni (Regie: Peter Stein, Berliner Ensemble)

## Filmografie (Auswahl)
- 2015: Jesus Cries (Regie: Brigitte Maria Mayer)
- 2016: Herzblut. Ein Kluftingerkrimi (Regie: Lars Montag)
- 2016: Schutzpatron. Ein Kluftingerkrimi (Regie: Lars Montag)
- 2017: LOMO – The Language of Many Others (Regie: Julia Langhof)
- 2021: WaPo Bodensee – Die Dahlienkönigin (Regie: Florian Gottschick)
- 2022: Stasikomödie (Regie: Leander Haußmann)

## Musik
- 2022 Ground Control - Songs of David Bowie (Leipziger Markt Musik und Krystallpalast Leipzig)
- 2018 She's Mine (Musikvideo, Regie: Alice Ionescu)[12]
- 2018 Muttis Kinder: Unsere Greates Hitst - A Cappella
- 2017 Muttis Kinder: Das epische Pogramm - A Cappella
- 2017 Muttis Kinder: Musik zum Hörspiel Simeliberg von Michael Fehr - A Cappella
- 2016 Muttis Kinder: The Breast of Muttis Kinder - A Cappella
- 2016 Christopher Nell (zus. m. Jürgen Holtz u. Rufus Wainwright): All dessen Müd (Sonett 66) auf der CD Take All My Loves - Shakespeare Sonnets von Rufus Wainwright. Deutsche Grammophon
- 2013 Muttis Kinder: Zeit zum Träumen - Unveröffentlichte Hits - A Cappella
- 2012 Muttis Kinder: Das erste Konzert - A Cappella
- 2007 Muttis Kinder: Guter Mond, du gehst so stille - Muttis Kinder singen von Mozart bis Morissette - A Cappella[13]

## Hörspiele und Hörbücher
- 2021 Emily Dickinson und Kai Grehn:  Mögen Sie Emily Dickinson?  Regie: Kai Grehn, Radio Bremen mit Deutschlandfunk  2021 / Zweitausendeins/Major Label 2022, ISBN 978-3-96318-168-9
- 2019 Christopher Isherwood: Leb wohl, Berlin (der junge Christopher Isherwood) - Regie: Leonhard Koppelmann, HR 2019 / Der Hörbuchverlag, München 2019, ISBN 978-3-8445-3643-0.
- 2018 Cantos von Ezra Pound - Auswahl, Bearbeitung, Regie: Christian Bertram, HR mit Deutschlandfunk Kultur 2018
- 2017 Michael Fehr: Simeliberg (Gesang mit „Muttis Kinder“) - Regie: Kai Grehn, BR 2017
- 2016 Tower of Babel - Regie: Robert Wilson; HR, BBC, NDR, RBB, SWR 2016

## Auszeichnungen
- 2023 - hr2-Hörbuchbestenliste - Hörbuch des Jahres 2023 für Mögen Sie Emily Dickinson?
- 2018 - Deutsche Akademie der darstellenden Künste - Hörspiel des Monats für Simeliberg mit seinem Trio „Muttis Kinder“
- 2016 - Deutscher Hörspielpreis der ARD - für Tower of Babel
- 2015 - Gewinner des Wilhelmshavener Knurrhahn mit seinem Trio „Muttis Kinder“
- 2014 - Friedrich-Luft-Preis für Hamlet, Prinz von Dänemark - Nominierung
- 2014 - Theater heute  - Schauspieler des Jahres für Hamlet, Prinz von Dänemark - Nominierung
- 2013 - Gewinner des A-Cappella-Award Ulm und des Publikumspreises mit seinem Trio „Muttis Kinder“
- 2011 - Friedrich-Luft-Preis für Romeo und Julia - Nominierung
- 2011 - Gewinner des Preises der Freiburger Kulturbörse Freiburger Leiter mit seinem Trio „Muttis Kinder“
- 2010 - DAPHNE - Preis der Theatergemeinde Berlin als bester Nachwuchsschauspieler - Nominierung
- 2010 - Preisträger des Ward Swingle Award (1. Platz) in der Kategorie „Comedy“ bei der 12. Internationalen A Cappella Competition im Rahmen des vokal.total.2010-Festivals in Graz mit seinem Trio „Muttis Kinder“
- 2004 - 2. Platz mit seinem A-Cappella-Trio „Muttis Kinder“ beim Jugend kulturell Förderpreis 2004

## Trivia
In dem Film Drei (Regie: Tom Tykwer, 2010) ist Christopher Nell in einem Ausschnitt aus Shakespeares Sonette im Berliner Ensemble zu sehen, in dem er die Figur Eve verkörpert. Die Hauptdarsteller besuchen in dem Film diese Theateraufführung.